# Baden (Morbihan)
Baden é uma comuna francesa na região administrativa da Bretanha, no departamento de Morbihan. Estende-se por uma área de 23,53 km². Em 2010 a comuna tinha 4 482 habitantes (densidade: 190,5 hab./km²).